# Chascanopsetta crumenalis
Chascanopsetta crumenalis е вид лъчеперка от семейство Bothidae.

## Разпространение и местообитание
Видът е разпространен в САЩ (Хавайски острови).
Обитава пясъчните дъна на океани и морета. Среща се на дълбочина от 204 до 640 m, при температура на водата от 7 до 18,2 °C и соленост 34,1 – 34,9 ‰.